# Shaun Keeling
Pour les articles homonymes, voir Keeling.
Shaun Keeling, né le 21 janvier 1987 à Krugersdorp, est un rameur d'aviron sud-africain.
Il est médaillé d'argent en skiff aux Jeux africains de 2007.
En deux sans barreur avec Ramon Di Clemente, il est  cinquième aux Jeux olympiques d'été de 2008 à Pékin. Aux Championnats du monde d'aviron en deux sans barreur avec Vincent Breet, il est médaillé de bronze en 2014.